# Helix lutescens
Helix lutescens is een slakkensoort uit de familie van de tuinslakken (Helicidae). De wetenschappelijke naam van de soort werd in 1837 voor het eerst geldig gepubliceerd door Emil Adolf Roßmäßler.

## Kenmerken
De slakkenhuis is bolvormig met een stompe top. Het meet 27 tot 33 bij 24 tot 31 mm, zelden tot 37 mm. De vier tot vier en een halve windingen nemen snel toe, de naad is vrij. De navel is geheel of bijna geheel gesloten. De mond is zeer ovaal met een gebogen maar slechts licht verwijde mondrand. Het is wit met lippen, de binnenlip is witachtig of licht roodachtig. De behuizing is monochromatisch geelachtig witachtig tot bruingeel. Er worden echter ook vaak drie tot vijf min of meer duidelijke, smalle, iets donkerdere spiraalstrepen ontwikkeld. Het licht glanzende oppervlak heeft fijne groeilijnen en duidelijke spiraallijnen.
Het zachte lichaam van het dier is wit of grijsgeel. De kaak heeft 5 tot 6 dikkere ribben, waartussen een of twee fijnere ribben zijn gestoken. De liefdespijl is licht gebogen met een heldere kroon en vier snijkanten. Twee zijn gesplitst als kanalen.

### Vergelijkbare soorten
De schelp is iets conischer dan die van de wijngaardslak (H. pomatia). De navel van de Romeinse slak is nog open, maar gesloten in het geval van Helix lutescens. De mond van de H. lutescens is nogal rond, terwijl die van H. pomatia sterk elliptisch is. De mondrand van de H. lutescens is slechts licht uitgezet en heeft een dunne lip aan de binnenkant. Bij de wijngaardslak is de mondrand in het onderste deel van de mond scherp omgevouwen en heeft aan de binnenkant een dikke lip.

## Geografisch voorkomen, leefgebied en manier van leven
Helix lutescens leeft op weiden en struikgewas op warme hellingen. Het komt voor van ongeveer Krakau in Polen, het oosten van Slowakije en het oosten van Hongarije in het westen, het zuiden tot ongeveer het noorden van Servië en het zuiden van Roemenië, het oosten in Oekraïne tot de regio ten oosten van Kiev en het noorden in Wit-Rusland tot Brest.
Cepaea:
hortensis · 
nemoralis · 
sylvatica · 
vindobonensis · 
Cantareus:
apertus · 
Cornu:
aspersum · 
Eobania:
vermiculata · 
Helix:
aspersa · 
lucorum · 
lutescens · 
melanostoma · 
pomatia · 
Macularia:
niciensis · 
saintivesi · 
Marmorana:
muralis · 
serpentina · 
Otala:
punctata · 
Pseudotachea:
splendida · 
Tacheocampylaea:
acropachia · 
cyrniaca · 
raspailii · 
romagnolii · 
Theba:
pisana · 
Tyrrhenaria:
ceratina ·